# Samtgemeinde Bodenwerder
Die Samtgemeinde Bodenwerder war eine Samtgemeinde in Niedersachsen an der Oberweser im Landkreis Holzminden mit Sitz in Bodenwerder.

## Geografie

### Geografische Lage
Die Samtgemeinde liegt etwa zwischen Hameln und Einbeck (bzw. Holzminden) mitten im Weserbergland an der Oberweser und hat eine Fläche von 114,27 km².

### Samtgemeindegliederung
Die Samtgemeinde umfasst die Mitgliedsgemeinden
Halle, Hehlen, Heyen, Kirchbrak und Pegestorf sowie die Stadt Bodenwerder, die auch Sitz der Samtgemeinde ist.
Am 23. März 2009 vereinbarten die Samtgemeinderäte der Samtgemeinde Bodenwerder und der Samtgemeinde Polle in Buchhagen eine Fusion zur neuen Samtgemeinde Bodenwerder-Polle zum 1. Januar 2010.

## Einwohnerentwicklung
- 1. Januar 1973: 12.805 Einwohner
- 25. Mai 1987: 12.376 Einwohner

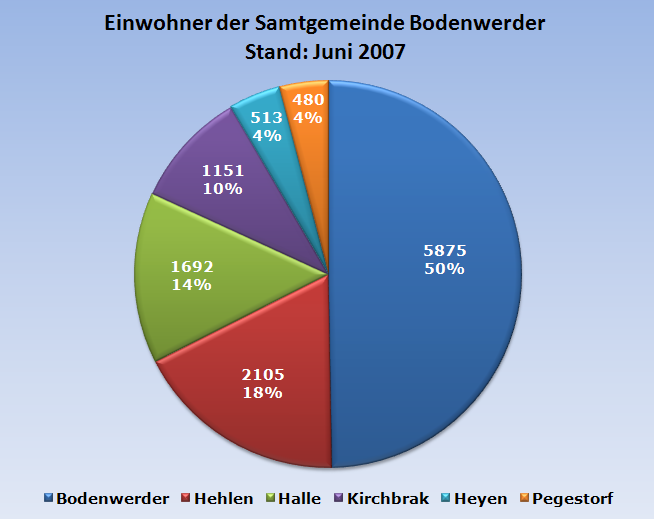
Einwohner der Mitgliedsgemeinden der Samtgemeinde Bodenwerder im Juni 2007

- 31. Dezember 1996: 12.883 Einwohner
- 31. Dezember 2006: 11.979 Einwohner
- 31. Dezember 2007: 11.696 Einwohner

## Politik

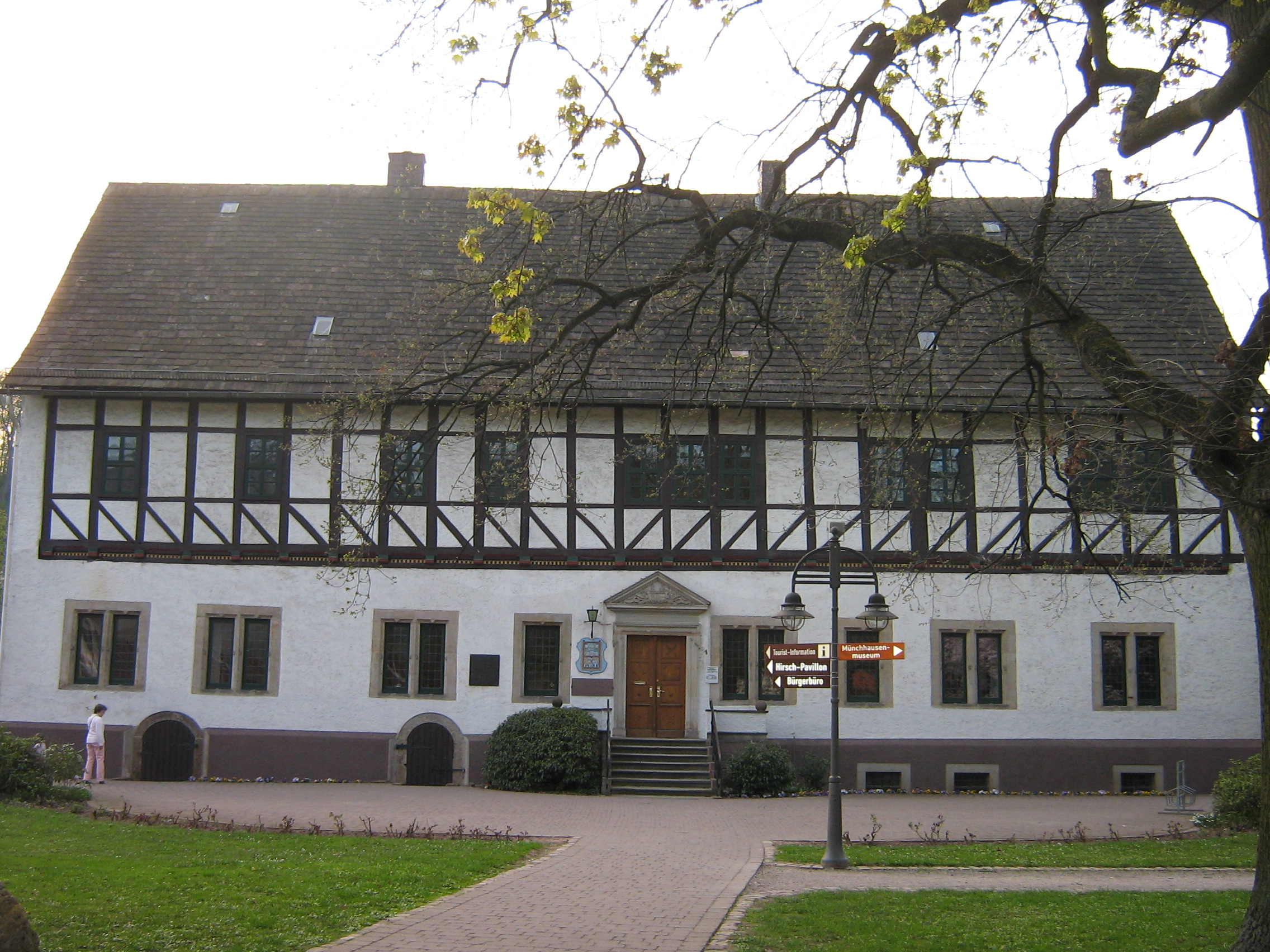
Sitz der Verbandsverwaltung im Rathaus von Bodenwerder und zugleich Geburtshaus des Baron von Münchhausen

### Samtgemeinderat
Der letzte Samtgemeinderat setzt sich nach der Kommunalwahl vom 10. September 2006 bis zur Fusion mit der Samtgemeinde Polle 2010 wie folgt zusammen:
- SPD: 15 Sitze
- CDU: 10 Sitze
- UWG: 3 Sitze
- Grüne: 1 Sitz
- parteilos: 1 Sitz

### Samtgemeindebürgermeister
- 2006–2010: Ernst-August Wolf (SPD)
- (1996–2006): Herbert Bröckel (CDU)

## Haushalt
Der Verwaltungshaushalt für das Haushaltsjahr 2009 beträgt 4.434.100 Euro und der Vermögenshaushalt 840.800 Euro.
Im Jahr 2006 hatte die Samtgemeinde Bodenwerder eine Schuldenlast von 334 Euro je Einwohner. Der Landesdurchschnitt der 138 Samtgemeinden betrug 906 Euro je Einwohner.

## Beteiligungen
An folgenden Gesellschaften des privaten Rechts ist die Samtgemeinde Bodenwerder beteiligt:
- 4,17 % Beschäftigungsgesellschaft Holzminden GmbH
- 0,87 % Ehemalige Oberweser-Dampfschifffahrt GmbH, Hameln, Insolvenzverfahren abgeschlossen
- 0,025 % Volksbank Einbeck eG
- 0,003 % Volksbank Weserbergland eG

## Bildung
In der Samtgemeinde gibt es sieben Bildungseinrichtungen an den zum 1. September 2009 insgesamt 958 Schüler unterrichtet werden.
- Realschule Bodenwerder
- Hauptschule Bodenwerder
- Sonderschule Bodenwerder
- Grundschule Bodenwerder
- Grundschule Halle
- Grundschule Kirchbrak
- Grundschule Hehlen

## Kultur und Sehenswürdigkeiten
- MünchhausenMusical und Münchhausenspiel

### Museen
- Münchhausen-Museum

### Bauwerke
- romanische Klosterkirche im Ortsteil Kemnade der Stadt Bodenwerder
- Fachwerkbauten in der Altstadt
- Reste der historischen Stadtmauer und Wehrtürme

### Parks
- Naturpark Solling-Vogler

### Sport
- Sommerrodelbahn

### Regelmäßige Veranstaltungen
- Verleihung des Münchhausen-Preises
- Münchhausenmusical
- Münchhausen-Laienspiel
- Festival der Straßenmalerei
- Lichterfest Weser in Flammen